# Nordsjælland Håndbold
Maillots
Actualités
Dernière mise à jour : 07 août 2014.
Le Nordsjælland Håndbold est un club danois de handball basé à Helsinge dans le département de Frederiksborg.

## Histoire
Le club est le fruit d'une fusion entre le Team Helsinge et le Hillerød HK.
À la suite de cette fusion, il n'aura fallu attendre qu'une saison pour voir le club accéder à l'élite nationale.
La première saison 2007-2008 fut assez difficile puisqu'elle se solde par une onzième place.
Lors de la saison 2008/2009, la direction à de nouvelles ambitions, prévoyant une place dans le Top 8 et donc de qualification pour les Play-off mais le club termine dixième, à deux places de son objectifs.
Les résultats se concrétisèrent nettement durant la saison 2009/2010 puisque le Nordsjælland Håndbold réussi à terminer cinquième et disputa donc le Play-off.
Se trouvant alors dans la Pool A, le club termine troisième et ne participe pas à la finale.
Mais c'est lors de la saison 2010-2011, que le club réalisa sa meilleure saison avec une quatrième place, le Nordsjælland Håndbold se qualifie pour la première fois de son histoire en coupe d'Europe.
La saison 2011-2012, fut donc marquée par la participation du club en Coupe EHF 2011-2012, une participation qui débuta avec l'élimination du club tchèque du HC Dukla Prague au deuxième tour, puis des russes du Sungul Snejinsk (37-33;20-23) lors du troisième tour, mais face aux slovaques du HT Tatran Prešov le club fut éliminé de la compétition (24-24 ; 19-27).
Alors que cette même saison, le club ne participera pas au Play-off puisqu'il termine une décevante neuvième place. 
Alors que la saison 2012/2013 fut un désastre puisque le club termine à la dernière place mais n'est pas relégué mais se fait tout de même relégué lors de la saison 2013/2014, cependant le club ne resta que le temps d'une saison termina champion de la deuxième division.

## Joueur célébré
- Kristian Asmussen

## Effectif actuel
| N° | Poste | Nom                 | Date de naissance   | Taille | Arrivée | Club précédent           | Sélection |
| -- | ----- | ------------------- | ------------------- | ------ | ------- | ------------------------ | --------- |
| 1  | GB    | Frederik Andersson  | 25/09/1993 (26 ans) | 1,86 m | 2019    | TMS Ringsted             | -         |
| 30 | GB    | Marcus Holmén       | 10/08/1993 (26 ans) | 1,98 m | 2019    | IFK Skövde HK            | -         |
| 19 | ALG   | Frederik Iversen    | 19/07/1999 (20 ans) | 1,88 m | 2019    | Skanderborg Håndbold     | -         |
| 31 | ALG   | Tobias Rasmussen    | 28/03/1999 (21 ans) | 1,97 m | 2019    | Skjern Håndbold          | -         |
| 3  | ALD   | Carl-Emil Haunstrup | 01/11/1996 (23 ans) | 1,85 m | 2015    | Formé au club            | -         |
| 7  | ALD   | Benjamin Jørgensen  | 11/04/2000 (19 ans) | 1,91 m | 2019    | Formé au club            | -         |
| 2  | DC    | Tobias Eiberg n     | 26/04/1997 (22 ans) | 1,85 m | 2018    | Formé au club            | -         |
| 11 | DC    | Mathias Møller      | 17/01/1998 (22 ans) | 1,94 m | 2019    | Aarhus Håndbold          | -         |
| 42 | DC    | Matias Campbell     | 15/08/2001 (18 ans) | 1,91 m | 2019    | Formé au club            | -         |
| 4  | ARG   | Mikkel Palmer       | 21/01/1996 (24 ans) | 1,96 m | 2017    | Formé au club            | -         |
| 21 | ARG   | Fabian Sandven      | 03/05/1998 (21 ans) | 1,99 m | 2019    | Bækkelagets SK           | -         |
| 23 | ARG   | Kasper Kisum        | 20/08/1992 (27 ans) | 1,97 m | 2018    | Fenix Toulouse           | -         |
| 20 | ARD   | Jesper Dahl         | 23/03/1994 (26 ans) | 1,90 m | 2017    | Skjern Håndbold          | -         |
| 29 | ARD   | Nicolas Lundbyen    | 12/03/1992 (28 ans) | 1,88 m | 2018    | KIF Kolding              | -         |
| 5  | PVT   | Anders Agger        | 20/09/1998 (21 ans) | 2,03 m | 2019    | Lemvig-Thyborøn Håndbold | -         |
| 8  | PVT   | Daniel Astrup       | 13/07/1999 (20 ans) | 1,95 m | 2018    | Formé au club            |           |
| 13 | PVT   | Andreas Nielsen     | 10/04/1990 (29 ans) | 1,91 m | 2016    | Skanderborg Håndbold     | -         |

## Parcours européen du club
En gras, le score du Nordsjælland Håndbold
| Années    | Compétitions | Tours              | Opposants        | Aller | Retour | Résultats | Rapports |
| 2011-2012 | Coupe EHF    | Deuxième tour      | HC Dukla Prague  | 31-24 | 25-27  | 58-49     | Rapport  |
| 2011-2012 | Coupe EHF    | Troisième tour     | Sungul Snezhinsk | 37-33 | 23-20  | 57-56     | Rapport  |
| 2011-2012 | Coupe EHF    | Huitième de finale | HT Tatran Prešov | 30-20 | 23-29  | 59-43     | Rapport  |